# Unterseeboot 2511
L'Unterseeboot 2511 est un sous marin allemand de Type XXI ou Elektro-boot ou E-boot, utilisé par la Kriegsmarine pendant la Seconde Guerre mondiale. 
Il effectue une sortie de combat, unique, avant la reddition.

## Historique
Le Type XXI, également appelé Elektro-Boot, devait rendre leur supériorité aux sous-marins allemands. Pour accroître la vitesse en plongée, la coque et la tourelle reçurent une forme aussi hydrodynamique que possible, et la puissance des moteurs électriques et des batteries fut augmentée. En outre, il est équipé d'un système de chargement rapide des torpilles, d'un équipement électronique et d'un sonar. 
Pour pouvoir les construire plus rapidement, les unités de ce type étaient fabriquées par sections dans l'intérieur du pays et montées sur la côte. Ce mode de production décentralisé imaginé par le ministre de l'armement Albert Speer permit un accroissement spectaculaire de la production d'armement allemande. Cependant, les pénuries chroniques de matériaux stratégiques et les difficultés d'acheminement par chemin de fer (conséquences entre autres raisons des bombardements alliés) entraînent de sérieux retards dans la livraison des bâtiments à la Kriegsmarine. En juin 1943, il était prévu d'en construire deux cents (chiffre porté par la suite à 1 300) mais, à la fin de la guerre, 119 seulement avaient été mis en service. 
Le Type XXI est un précurseur en matière de sous-marins, et nombre de ses caractéristiques se retrouvent dans les sous-marins construits après 1945. Le U-2511 ne fait qu'une seule sortie, en mai 1945, et est capturé à Bergen, en Norvège par les Britanniques.

## Opération
Du 29 septembre 1944 au 14 mars 1945, il s'entraîne dans la 31. Unterseebootsflottille. Du 16 mars 1945 au 8 mai 1945, rendu à Horten, puis Bergen, il gagne les Caraïbes, mais il est informé du cessez-le-feu. Sur le chemin du retour, il simule une attaque au Schnorkel sur le HMS Norfolk et s'esquive dans la discrétion la plus totale. Rentré à Bergen, la surprise est grande : le croiseur anglais virtuellement détruit est à quai. Les Anglais ne croient pas le capitaine Adalbert (Adi) Schnee quand celui-ci leur expose qu'ils ne devraient plus être là. Les livres de bord comparés des deux vaisseaux donnent raison au capitaine allemand.
Du 14 juin 1945 au 7 juillet 1946, transféré à Lisahally, il est coulé par 55° 33′ N, 7° 38′ O. L'épave gît sur le flanc par 69 m de fond, relativement intacte, excepté la déchirure due à la canonnade qui le saborda.

## Affectations
- 31. Unterseebootsflottille (Hambourg).
- 11. Unterseebootsflottille (Bergen).

## Emblème
L'U-2511 arbore un bonhomme de neige sur le kiosque, inspirée de la marque personnelle de son capitaine (Schnee = neige, en allemand).